# Aleksander Korcz
Aleksander Korcz (ur. 14 maja 1975 w Warszawie), polski hokeista na trawie, olimpijczyk.
Syn Maksymiliana i Katarzyny z Tomaszewskich, ukończył Technikum Gastronomiczne w Poznaniu (1997) z dyplomem technologa żywienia. W barwach Grunwaldu Poznań zdobył cztery tytuły mistrza Polski na otwartych boiskach (1996, 1997, 1999, 2000), był również brązowym medalistą Pucharu Europy Zdobywców Pucharów (1997). Gra na pozycji ofensywnego obrońcy.
W latach 1997–2000 wystąpił w 37 meczach reprezentacji narodowej, strzelił 3 bramki. Uczestniczył m.in. w igrzyskach olimpijskich w Sydney w 2000, gdzie grał we wszystkich sześciu meczach; Polska zajęła na olimpiadzie ostatnie, 12. miejsce. W 2001 wyjechał do Australii, gra w klubach z Adelaide.